# Ер-Растан (район)
Ер-Растан (араб. منطقة الرستن) — район (мінтака) у Сирії, входить до складу провінції Хомс. Адміністративний центр — м. Ер-Растан.
Адміністративно поділяється на 2 нохії:
- Ер-Растан-Центр
- Тельбіса

| Сирія | Це незавершена стаття з географії Сирії. Ви можете допомогти проєкту, виправивши або дописавши її. |